# Alberto Méndez
Alberto Méndez, född den 27 augusti 1941 i Madrid, död den 30 december 2004, var en spansk författare, känd för sin bok Blinda solrosor.

## Utgivet på svenska
- Blinda solrosor (Los girasoles ciegos) 2011, översättning: Djordje Žarković